# Brunszwik-Lüneburg

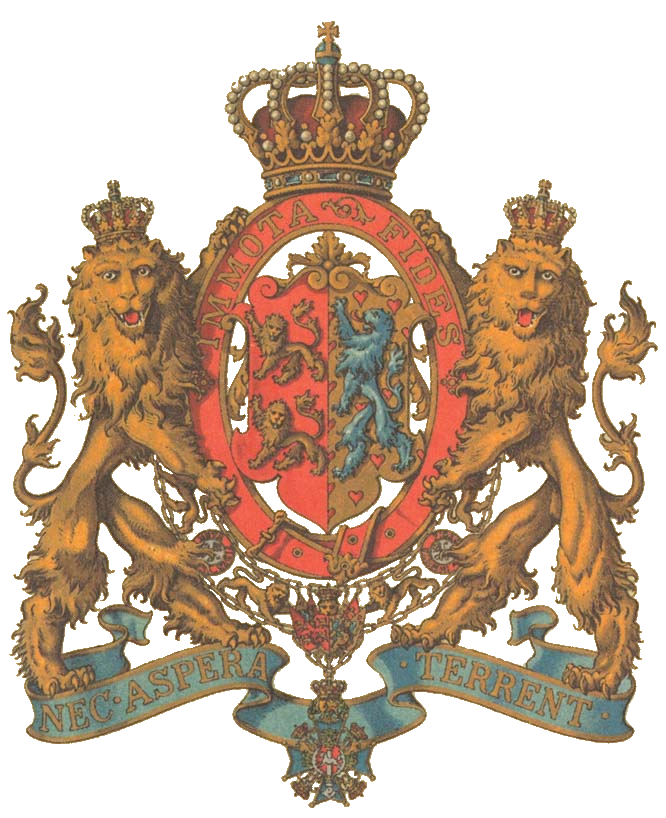
Herb książąt Brunszwiku i Lüneburga

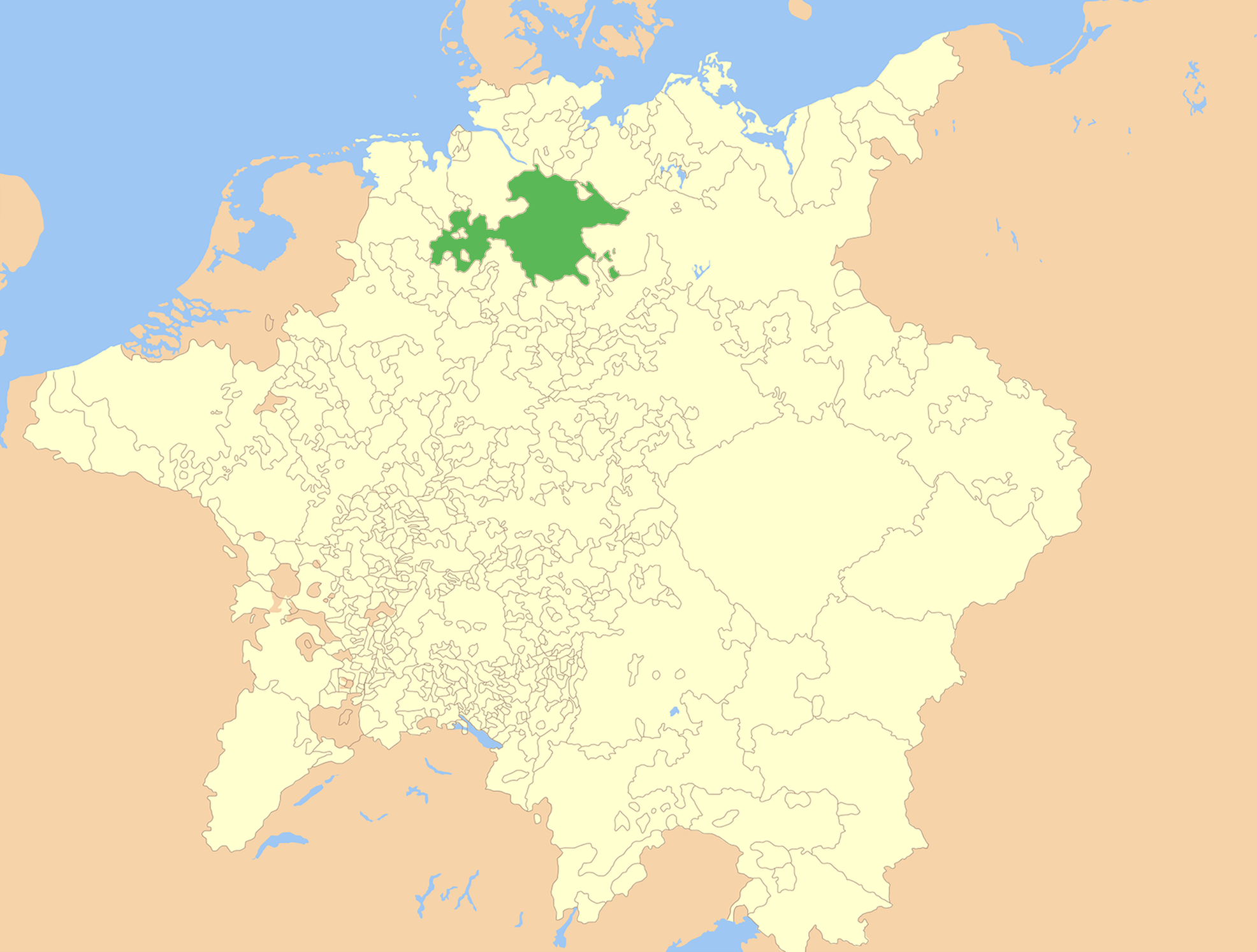
Brunszwik-Lüneburg w 1648.

Brunszwik-Lüneburg (niem. Herzogtum Braunschweig-Lüneburg) – państwo wchodzące w skład Świętego Cesarstwa Rzymskiego.
Jak sama nazwa wskazuje głównymi miastami państwa były Brunszwik i Lüneburg. Pierwszy król Anglii z domu hanowerskiego był jednocześnie księciem Brunszwiku-Lüneburga i elektorem Rzeszy, gdy angielski parlament umieścił jego matkę na liście następców angielskiego tronu po królowej Annie (Act of Settlement). Jego syn oraz wielki wnuk utrzymali pozycję elektora Rzeszy aż do czasów napoleońskich, kiedy to Hanower dostał się pod okupację. Po upadku Napoleona Jerzy III odzyskał swoje dziedzictwo i w wyniku decyzji podjętych podczas kongresu wiedeńskiego został królem Hanoweru.

## Księstwo Brunszwiku-Lüneburga
Państwo powstało w końcu XII wieku na bazie pierwszego państwa saskiego istniejącego na obszarze obecnej Dolnej Saksonii, które uległo podziałowi po śmierci jego ostatniego władcy Henryka Lwa. Henryk Lew jako książę saski został zdetronizowany przez cesarza w 1180 roku, jednak zachował wiele terytoriów w Dolnej Saksonii, które odziedziczyły po nim jego dzieci jako książęta Brunszwiku-Lüneburga.
Pierwszym księciem Brunszwiku-Lüneburga był Otto I Dziecię, który panował od roku 1235. Po śmierci Ottona w 1252 władzę nad księstwem wspólnie sprawowali jego synowie – Albert I i Jan. Po 1267 roku obaj bracia zdecydowali się podzielić księstwo między siebie. Pierwsza część z centrum w Lüneburgu przypadła Janowi, a druga z centrum w Wolfenbüttel Albertowi (ta druga część wkrótce podzieliła się na znaczną liczbę drobnych państewek). Obie części rządzone były przez członków rodu Welfów, którzy utrzymywali ze sobą bliskie stosunki. Ośrodki władzy przesunęły się stopniowo z Brunszwiku i Lüneburga do Celle i Wolfenbüttel.
Pomimo wielu różnych podziałów, część z nich miała charakter jedynie dynastyczny, a powstałe tym sposobem obszary nie były uznawane za państwa Rzeszy. Lista reprezentantów sejmu Rzeszy z 1792 wymienia tylko 4 obszary Brunszwiku-Lüneburga: Calenberg, Grubenhagen, Lüneburg-Celle i Wolfenbüttel.
W 1705 istniało tylko dwóch książąt Brunszwiku-Lüneburga – jeden władający w Calenbergu i Celle oraz w mniejszych posiadłościach, a także drugi, rządzący w Wolfenbüttel. W 1701 roku książę Brunszwiku-Lüneburga znalazł się w gronie następców tronu angielskiego, co później zostało potwierdzone w 1707 w akcie unii angielsko-szkockiej. Doprowadziło to 20 października 1714 roku do unii personalnej między Hanowerem (nieoficjalna jeszcze wtedy nazwa państwa obejmującego Calenberg, Celle i inne posiadłości) a Wielką Brytanią. W 1806 roku zakończyło swoje istnienie Święte Cesarstwo Rzymskie, toteż kończący wojny napoleońskie kongres wiedeński utworzył Królestwo Hanoweru. Po kongresie wiedeńskim Wolfenbüttel istniał jako księstwo Brunszwiku

## Od Lüneburga do Hanoweru
Jedna z linii dynastycznych, z której wywodzili się książęta Lüneburg-Celle, w 1635 roku pozyskała Calenberg dla młodszego członka rodu, który przeniósł swą rezydencję do Hanoweru. Jego synowie w 1648 odziedziczyli Celle i odtąd starszy z członków rodu rządził w Celle, a młodszy w Calenbergu. Inna, blisko spokrewniona gałąź rodu rządziła oddzielnie w Wolfenbüttel. Calenberg i Celle zostały wyniesione do rangi elektoratu Rzeszy w 1692, gdy książę Calenbergu spodziewał się, że szybko odziedziczy księstwo Celle. Stało się to jednak dopiero w 1705 roku, a elektorat został oficjalnie zatwierdzony przez sejm Rzeszy w 1708 roku. Od 1705 roku całe terytorium Brunszwik-Lüneburga należało do władców Celle i Hanoweru, z wyjątkiem księstwa Brunszwiku.
Powstałe państwo znane było pod wieloma nazwami (Brunszwik-Lüneburg, Calenberg, Calenberg-Celle lub Hanower), ale najczęściej zwane było elektoratem Hanoweru. W 1806 roku Napoleon zlikwidował Święte Cesarstwo Rzymskie, jednak władca Wielkiej Brytanii Jerzy III do końca wojny tytułował się elektorem Hanoweru i utrzymywał w Londynie cały rząd okupowanego przez Francję państwa wraz z jego służbami dyplomatycznymi. Po zakończeniu wojen napoleońskich na podstawie decyzji kongresu wiedeńskiego utworzone zostało królestwo Hanoweru, którego pierwszym królem został dotychczasowy elektor Jerzy III. Jego potomkowie byli królami Hanoweru aż do wcielenia tego państwa do Prus podczas wojny austriacko-pruskiej toczonej w 1866 roku. Od tego momentu Hanower stał się pruską prowincją. Dzisiaj ziemie dawnego królestwa stanowią część kraju związkowego znanego jako Dolna Saksonia.

## Brunszwik-Wolfenbüttel
Oddzielna linia książąt Brunszwiku-Lüneburga rządziła niezależnie w Wolfenbüttel (oprócz okresu 1807–1813, kiedy to terytorium księstwa włączone zostało do napoleońskiego Królestwa Westfalii). Kongres wiedeński w 1815 roku przekształcił Wolfenbüttel w niepodległe państwo pod nazwą Księstwa Brunszwiku.
Księstwo Brunszwiku pozostało niepodległe nawet wtedy, gdy królestwo Hanoweru przestało istnieć jako państwo i było jedynie pruską prowincją. Księstwo wchodziło w skład Związku Północnoniemieckiego, a od roku 1871 weszło w skład Cesarstwa Niemieckiego. Obecnie ziemie księstwa stanowią część Dolnej Saksonii.